# Urania Collezione
Urania Collezione è una collana editoriale di fantascienza, pubblicata a partire dal marzo 2003 a cadenza mensile dalla Mondadori, andando a sostituire la collana Urania Classici.  Ripropone romanzi fantascientifici del passato molti dei quali erano già apparsi nella collana Urania.

## Elenco delle pubblicazioni
1. Io, robot, di Isaac Asimov (1950)
2. Neuromante, di William Gibson (1984)
3. Cronache marziane, di Ray Bradbury (1950)
4. L'invasione degli ultracorpi, di Jack Finney (1954)
5. Nascita del superuomo, di Theodore Sturgeon (1953)
6. I figli di Matusalemme, di Robert A. Heinlein (1941)
7. Mai toccato da mani umane, di Robert Sheckley (1954)
8. Slan, di A. E. van Vogt (1940)
9. Mirrorshades, a cura di Bruce Sterling (1986)
10. Guerra eterna, di Joe Haldeman (1974)
11. La casa dalle finestre nere, di Clifford D. Simak (1963)
12. I mercanti dello spazio, di Frederik Pohl & Cyril M. Kornbluth (1953)
13. Universo, di Robert A. Heinlein (1963)
14. La città e le stelle, di Arthur C. Clarke (1956)
15. Venere sulla conchiglia, di Philip José Farmer (1974)[1]
16. Assurdo universo, di Fredric Brown (1949)
17. Fanteria dello spazio, di Robert A. Heinlein (1959)
18. I figli di Medusa, di Theodore Sturgeon (1958)
19. Quoziente 1000, di Poul Anderson (1954)
20. Le armi di Isher, di A. E. van Vogt (1951)
21. Il secondo libro dei robot, di Isaac Asimov (1964)
22. Guida galattica per gli autostoppisti, di Douglas Adams (1979)
23. Venere più X, di Theodore Sturgeon (1960)
24. Solaris, di Stanisław Lem (1961)
25. Galassia che vai, di Eric Frank Russell (1962)
26. La pattuglia del tempo - vol. 1, di Poul Anderson (1991)
27. Cittadino della galassia, di Robert A. Heinlein (1957)
28. Cristalli sognanti, di Theodore Sturgeon (1950)
29. Camminavano come noi, di Clifford D. Simak (1962)
30. La pattuglia del tempo - vol. 2, di Poul Anderson (1991)
31. Stella doppia, di Robert A. Heinlein (1956)
32. La matrice spezzata, di Bruce Sterling (1985)
33. Progetto Quatermass, di Nigel Kneale (1960)
34. Gli orrori di Omega, di Robert Sheckley (1960)
35. Il pianeta proibito, di W. J. Stuart (1957)
36. Ed egli maledisse lo scandalo, di Mack Reynolds (1965)
37. La Luna è una severa maestra, di Robert A. Heinlein (1966)
38. Il pianeta dei superstiti, di Damon Knight (1961)
39. Lo scudo del tempo, di Poul Anderson (1990)
40. Lord Kalvan d'Altroquando, di H. Beam Piper (1965)
41. Le grandi storie della fantascienza - vol. 1, a cura di Isaac Asimov e Martin H. Greenberg (1979)
42. L'uomo disintegrato, di Alfred Bester (1953)
43. Morte dell'erba, di John Christopher (1956)
44. Eclissi 2000, di Lino Aldani (1979)
45. Signore della luce, di Roger Zelazny (1967)
46. Hedrock l'immortale, di A. E. van Vogt (1947)
47. Il fabbricante di universi, di Philip José Farmer (1965)
48. Il figlio della notte, di Jack Williamson (1948)
49. Le grandi storie della fantascienza - vol. 2, a cura di Isaac Asimov e Martin H. Greenberg (1979)[2]
50. Largo! Largo!, di Harry Harrison (1966)
51. I creatori di mostri, di Roberta Rambelli (1959)
52. Notte di luce, di Philip José Farmer (1966)
53. Un ponte tra le stelle, di James Gunn e Jack Williamson (1955)
54. L'anno del sole quieto, di Wilson Tucker (1970)
55. Io, l'immortale, di Roger Zelazny (1966)
56. Babel-17, di Samuel R. Delany (1966)
57. Livello 7, di Mordecai Roshwald (1959)
58. Novilunio, di Fritz Leiber (1964)
59. Ritorno al domani, di L. Ron Hubbard (1950)
60. Clone, di Theodore L. Thomas & Kate Wilhelm (1965)
61. Ragnarok (ciclo: Gli esiliati di Ragnarok e  I reietti dello spazio), di Tom Godwin (1958)
62. Diluvio di fuoco, di René Barjavel (1943)
63. Gli amanti di Siddo, di Philip José Farmer (1961)
64. Il sistema riproduttivo, di John Sladek (1968)
65. L'anello intorno al sole, di Clifford D. Simak (1953)
66. L'odissea di Glystra, di Jack Vance (1952)
67. Stanotte il cielo cadrà, di Daniel F. Galouye (1955)
68. Gli ascoltatori, di James Gunn (1972)
69. Il Grande Tempo, di Fritz Leiber (1958)
70. Caino dello spazio, di Sandro Sandrelli (1962)
71. Spedizione di soccorso, di Arthur C. Clarke (1946/1958)
72. Il grande contagio, di Charles Eric Maine (1962)
73. Segnali dal sole, di Jacques Spitz (1943)
74. I fabbricanti di felicità, di James Gunn (1961)
75. Il tenente, di L. Ron Hubbard (1948)
76. Missione eterna, di Joe Haldeman (1999)
77. Come ladro di notte, di Mauro Antonio Miglieruolo (1966)
78. Il mondo degli showboat, di Jack Vance (1975)
79. La fortezza di Farhnam, di Robert A. Heinlein (1964)
80. Quando le radici, di Lino Aldani (1977)
81. Futuro in trance, di Walter Tevis (1980)
82. Crociera nell'infinito, di Alfred E. Van Vogt (1950)
83. Storie del tempo e dello spazio, di Anthony Boucher (1955)
84. Un cantico per Leibowitz, di Walter M. Miller (1960)
85. L'uomo stocastico, di Robert Silverberg (1975)
86. Norstrilia, di Cordwainer Smith (1975)
87. Non-A, di A. E. van Vogt (1953)
88. Pianeta d'acqua, di Jack Vance (1964)
89. Stella doppia 61 Cygni, di Hal Clement (1953)
90. La fine del silenzio, di Raymond F. Jones (1951)
91. Addio, Babilonia, di Pat Frank (1959)
92. Furia, di Henry Kuttner (1947)
93. Le pedine del Non-A, di A. E. van Vogt (1956)
94. Il cieco del Non-Spazio, di Bob Shaw (1967)
95. Shadrach nella fornace, di Robert Silverberg (1976)
96. Terra imperiale, di Arthur C. Clarke (1976)
97. Pace eterna, di Joe Haldeman (1997)
98. Autocrisi, di Pierfrancesco Prosperi (1971)
99. L'inferno degli specchi, di Ranpo Edogawa (1956)
100. Gli umanoidi, di Jack Williamson (1949)
101. Vita con gli automi e Partenza da zero, di James White (volume doppio)
102. I.N.R.I., di Michael Moorcock (Behold the Man, 1969)
103. Starman Jones, di Robert A. Heinlein (1953)
104. Il lungo silenzio, di Wilson Tucker (1952)
105. L'occhio del purgatorio, di Jacques Spitz (1979)
106. Al servizio del TB II, di Joe Haldeman (1977)
107. Titano, di John Varley (1979)
108. I due Vorkosigan, di Lois McMaster Bujold (1994)
109. Dove stiamo volando, di Vittorio Curtoni (1972)
110. John Carter, di Edgar Rice Burroughs (1911)
111. Paradosso cosmico, di Charles L. Harness (1953)
112. Incontro con Rama, di Arthur C. Clarke (1972)
113. Maestro del passato, di Raphael A. Lafferty (1968)
114. Il mondo di Herovit, di Barry N. Malzberg (1973)
115. Crociata spaziale, di Poul Anderson (1960)
116. Paria dei cieli, di Isaac Asimov (1950)
117. Anniversario fatale di Ward Moore (1955)
118. I figli dell'invasione di John Wyndham (1957)
119. Universo senza luce, di Daniel F. Galouye (1961)
120. Frugate il cielo, di Frederik Pohl e Cyril M. Kornbluth (1954)
121. Nel segno di Titano, di John Varley (1980)
122. La tigre della notte, di Alfred Bester (1956)
123. Le fontane del Paradiso, di Arthur C. Clarke (1979)
124. Lord Tyger, di Philip José Farmer (1970)
125. E sarà la luce, di James Tiptree Jr. (1985)
126. Anonima aldilà, di Robert Sheckley (1958)
127. Scacco al tempo, di Fritz Leiber (1953)
128. Storie marziane, di Leigh Brackett (1967)
129. Luna d'inferno, di John W. Campbell (1951)
130. Il lupo dei cieli / I mondi chiusi, di Edmond Hamilton (1967, 1968)
131. La macchina della realtà, di William Gibson e Bruce Sterling (1990)
132. Il pozzo dei mondi, di Henry Kuttner (1952)
133. Il corridoio nero, di Michael Moorcock (1969)
134. I figli della luna, di Jack Williamson (1971)
135. Il vagabondo dello spazio, di Fredric Brown (1957)
136. Le montagne volanti, di Poul Anderson (1970)
137. Le argentee teste d'uovo, di Fritz Leiber (1961)
138. Forbici vince carta vince pietra, di Ian McDonald (1994)
139. L'odissea del superuomo, di Charles L. Harness (1966)
140. I visitatori, di Clifford D. Simak (1980)
141. La scala di Schild, di Greg Egan (2002)
142. A noi vivi, di Robert A. Heinlein (1938-'39)
143. Polvere di luna, di Arthur C. Clarke (1961)
144. Demon - prima parte, di John Varley (1984)
145. Demon - seconda parte, di John Varley (1984)
146. La via delle stelle, di James Tiptree Jr. (1985)
147. L'ultima spiaggia, di Nevil Shute (1957)
148. La ballata di Beta-2, di Samuel R. Delany (1965)
149. Il signore dei sogni, di Roger Zelazny (1966)
150. Le sabbie di Marte, di Arthur C. Clarke (1951)
151. Gli occhi di Heisenberg, di Frank Herbert (1966)
152. Specie immortale, di Colin Wilson (1969)
153. Il mondo di Grimm, di Vernor Vinge (1969)
154. Gulliver di Marte, di Edwin L. Arnold (1905)
155. La scacchiera, di John Brunner (1965)
156. La guerra mondiale n°3, di Jacques Spitz (1948[3][4])
157. City, di Clifford D. Simak (1952)
158. La guerra della pace, di Vernor Vinge (1984)
159. I vampiri dello spazio, di Colin Wilson (1976)
160. Gli invasori, di Alun Llewellyn (1934)
161. I mondi dell'ignoto, di Bob Shaw (1989)
162. Le guide del tramonto, di Arthur C. Clarke (1953)
163. Marziani, andate a casa!, di Fredric Brown (1955)
164. I naufraghi del tempo di Vernor Vinge (1986)
165. Pianeta Tschai di Jack Vance (prima parte) (1970)
166. Jack Barron e l'eternità di Norman Spinrad (1969)
167. Pianeta Tschai di Jack Vance (seconda parte) (1970)
168. Se le stelle fossero dei di Gregory Benford – Gordon Eklund   (1977)
169. Il telepate  di John Brunner (1995)
170. All'ombra di Tycho di Clifford D. Simak, (1961)
171. Il pianeta dimenticato di Murray Leinster, (1954)
172. Il signore della svastica di Norman Spinrad (1972)
173. L'orbita spezzata di John Brunner (1969)
174. Al di là del futuro di A. E. van Vogt (1973)
175. L'abisso del passato e Alba eterna di L. Sprague de Camp (1959) e David Drake (1996)
176. Sabbie tempeste e pietre preziose di Cordwainer Smith (1963)[5]
177. I parassiti della mente, di Colin Wilson (1967)
178. La Terra morente, di Jack Vance (1950)[6]
179. Stelle del silenzio e della vita, di Edmond Hamilton (1950)[7]
180. La doppia faccia degli UFO, di Ian Watson (1978)
181. La ragazza nell'atomo d'oro di Ray Cummings (1922)
182. Orion di Ben Bova (1984)[8]
183. Il mondo dei Berseker di Fred Saberhagen (1967)
184. Rito di passaggio di Alexei Panshin (1968)
185. L'anno dei dominatori, di Ian Watson (2003)
186. Software - I nuovi robot, di Rudy Rucker (1982)
187. La trilogia steampunk, di Paul Di Filippo (1995)
188. Il divoratore di mondi, di Gregory Benford  (2000)
189. La fortezza dei cosmonauti di Ken MacLeod (2000)
190. I giganti di pietra di Donald Wandrei (1948)
191. Luce nera di Ken MacLeod (2002)
192. La nube purpurea di M. P. Shiel (1901)
193. Engine city di Ken MacLeod (2002)[9]
194. Gravità zero di Lois McMaster Bujold[10]
195. L’uomo che vedeva gli atomi di Murray Leinster (1947-1958)
196. Guerra al Grande Nulla di James Blish (1958)[11]
197. Terra e spazio di  Arthur C. Clarke; vol 1[12]
198. Terra e spazio di  Arthur C. Clarke; vol 2[13]
199. Terra e spazio di  Arthur C. Clarke; vol 3[14]
200. Terra e spazio di  Arthur C. Clarke; vol 4[15]
201. Morire ad Italbar, di Roger Zelazny (1973)
202. Ultima genesi, di Octavia E. Butler (1987)
203. Il morbo bianco, di Frank Herbert (1982)
204. Le porte dell'oceano, di Arthur C. Clarke (1963)
205. La corsa del manichino di E. C. Tubb (1972)
206. Garibaldi a Gettysburg Ritorno a Gettysburg di Pierfrancesco Prosperi (1993)[16]
207. L'incubo sul fondo di Murray Leinster (1961)
208. Aristoi di Walter Jon Williams (prima parte) (1996)
209. Aristoi di Walter Jon Williams (seconda parte) (1996)
210. La porta sull'estate di Robert A. Heinlein (1959)
211. Tre millimetri al giorno di Richard Matheson (1956)
212. Il vichingo in technicolor di Harry Harrison (1967)
213. L'alveare di Hellstrom di Frank Herbert (1973)[17]
214. La pista dell'orrore di Roger Zelazny (1967)
215. Oltre l'invisibile di Clifford D. Simak (1951)
216. Starman Jones di Robert A. Heinlein (1953)
217. Metropolitan di Walter Jon Williams (1995)
218. L'undicesimo comandamento di Lester Del Rey (1953)
219. Esperimento Dosadi di Frank Herbert (1977)
220. Naufragio trasparente di James White (1972)
221. Luna chiama Terra... di Charles Eric Maine (1956)
222. Neanche gli Dei di Isaac Asimov (1972)
223. Doppia dimensione di Roger Zelazny (1976 - 1966)[18]
224. L'ospite del senatore Horton di Clifford D. Simak (1967)
225. Memorie di un cuoco d'astronave di Massimo Mongai (1997)
226. La stirpe dell'uomo di Jack Williamson (1982)
227. Starplex di Robert J. Sawyer (1996)
228. Nati dall'abisso di Hal Clement (Ocean on Top, 1973)
229. Abissi d'acciaio di Isaac Asimov (The Caves of Steel, 1954)
230. L'uomo che possedeva il mondo di Charles Eric Maine (He Owned the World, 1960)
231. Sfera orbitale di Bob Shaw (Orbitsville, 1975) [19]
232. La cosa. Inferno di ghiaccio di John W. Campbell (Frozen Hell, 1937)
233. Le mappe del cielo di James Blish (And All the Stars a Stage, 1971)
234. Il mondo di Durdane di Jack Vance (The Anome, 1971) [20]
235. Rotta di collisione di Barrington J. Bayley (Collision Course, 1973)
236. Il segno dei due mondi di Keith Laumer (A Trace of Memory, 1963)
237. A pochi passi dal sole di Walter Tevis (The Steps of the Sun, 1983)
238. Città di fuoco di Walter Jon Williams (prima parte) (City on Fire, 1997) [21]
239. La città e l'abisso di Walter Jon Williams (seconda parte) (City on Fire, 1997)
240. Il popolo di Durdane di Jack Vance (The Brave Free Man, 1972) [20]
241. Ritorno A Orbitsville di Bob Shaw (Orbitsville Departure, 1983)[19]
242. Le onde placano il vento di Arkadij e Boris Strugackij (Волны гасят ветер, 1986)
243. L'ultima marea di Charles Eric Maine (The Tide Went Out, 1958)
244. Gli uomini nei muri di William Tenn (Of Men and Monsters, 1968)
245. Asutra di Jack Vance (The Asutra, 1973) [20]
246. La compagnia della gloria di Edgar Pangborn (The Company of Glory, 1975)
247. I costruttori di Orbitsville di Bob Shaw (Orbitsville Judgement, 1990)[19]
248. L'uomo che cadde sulla terra di Walter Tevis (The Man Who Fell to Earth, 1963)
249. Io sono leggenda di Richard Matheson (I Am Legend, 1954)
250. Eden di Stanislaw Lem (Eden, 1959)
251. Pianeta d'aria di Philip J. Farmer (The Wind Whales of Ishmael, 1971)
252. I biplani di D'Annunzio di Luca Masali (1995)
253. Maske: Thaery di Jack Vance (Maske: Thaery, 1976)
254. Snow Crash di Neal Stephenson (Snow Crash, 1992)
255. Il matrimonio alchimistico di Alistair Crompton di Robert Sheckley (The Alchemical Marriage of Alistair Crompton, 1978)
256. Il costruttore di stelle di Olaf Stapledon (Star Maker, 1937)
257. Il fiume della vita di Philip José Farmer (To Your Scattered Bodies Go, 1971)
258. Destinazione cervello di Isaac Asimov (Fantastic Voyage II: Destination Brain, 1987)
259. Pianeta difficile di Algis Budrys (Man of Earth, 1958)
260. Hyperion di Dan Simmons (Hyperion, 1989)
261. La caduta di Hyperion di Dan Simmons (The Fall of Hyperion, 1990)
262. Più verde del previsto di Ward Moore (Greener Than You Think, 1947)
263. La mano sinistra del buio di Ursula K. Le Guin (The Left Hand of Darkness, 1969)
264. Gli Amaranto di Jack Vance (To Live Forever / Clarges, 1956)
265. Endymion di Dan Simmons (Endymion, 1995)
266. Stazione ospedale di James White (Hospital Station, 1958)
267. Eclissi totale di John Brunner (Total Eclipse, 1974)
268. Il risveglio di Endymion di Dan Simmons (The Rise of Endymion, 1997)
269. Il pianeta delle scimmie di Pierre Boulle (La Planète des singes, 1963)
270. Naufragio sulla terra di Darkover di Marion Zimmer Bradley (Darkover Landfall, 1972)
271. L'alba delle tenebre di Fritz Leiber (Gather, Darkness!, 1943)